# Zentralbank von Gambia
Die Zentralbank von Gambia (englisch Central Bank of The Gambia, CBG) ist die staatliche Zentralbank des westafrikanischen Staates Gambia mit Sitz in der Hauptstadt Banjul und wurde 1971 gegründet.
Sie ist einziger Herausgeber der gambischen Währung Dalasi, von der sie im Jahr 2006 überarbeitete Banknoten mit neuen Sicherheitsmerkmalen herausgegeben hatte.

## Geschichte
Bis zum Juli 2007 war Famara Jatta Gouverneur der Zentralbank. Jatta kündigte sein Amt, weil er Kritik übte an der wachsenden Einflussnahme des Staatspräsidenten Yahya Jammeh in die Politik der Zentralbank. Als sein Nachfolger wurde im Juli 2007 Momodou Bamba Saho bestellt, er wurde im Dezember 2010 von Amadou Colley abgelöst.
Im Mai 2017 wurde Colley als Gouverneur und zwei seiner Stellvertreter entlassen, Bakary Jammeh wurde zum neuen Gouverneur bestimmt.
| Amtszeit                       | Amtsinhaber                                |
| ------------------------------ | ------------------------------------------ |
| ab 1971 bis Dezember 1972      | Horace R. Monday, Jr. (1933–1991)          |
| Dezember 1972 bis April 1982   | Sheriff S. Sisay (1935–1989)               |
| Mai 1982 bis Februar 1988      | Thomas G. G. Senghore (1936–2021)          |
| Februar 1988 bis 1989          | Mamour Malick Jagne                        |
| Januar 1989 bis Oktober 1994   | Alh. Abdou A. B. Njie                      |
| Oktober 1994 bis November 2003 | Momodou Clarke Bajo (* Ende 1940er † 2009) |
| November 2003 bis Juli 2007    | Famara Jatta (1958–2012)                   |
| August 2007 bis September 2010 | Momodou Bamba Saho (* 1962)                |
| Dezember 2010 bis 2017         | Amadou Colley (* 1962)                     |
| 2017 bis Oktober 2020          | Bakary Jammeh                              |
| ab Oktober 2020                | Buah Saidy                                 |

## Gebäude der Zentralbank

Abbildung des Gebäudes auf der Rückseite einer Ein-Dalasi-Banknote

Das Gebäude der Zentralbank liegt an der Ecowas Avenue und ist nach dem Arch 22 das zweithöchste Bauwerk der Stadt.